# Ервеник Златарски (Златар)
Ервеник Златарски је насељено место у граду Златар, Крапинско-загорска жупанија, Хрватска.

## Историја
До територијалне реорганизације у Хрватској био је у саставу старе општине Златар Бистрица. Насеље је настало новом територијалном организацијом у Хрватској. Бивше насеље Ервеник Златарски подељено је 2001. између града Златара и општине Златар Бистрица.

## Становништво
У попису становништва из 2011. године, Ервеник Златарски је имао 35 становника.
| Број становника према пописима | Број становника према пописима | Број становника према пописима | Број становника према пописима | Број становника према пописима | Број становника према пописима | Број становника према пописима | Број становника према пописима | Број становника према пописима | Број становника према пописима | Број становника према пописима | Број становника према пописима | Број становника према пописима | Број становника према пописима | Број становника према пописима | Број становника према пописима |
| ------------------------------ | ------------------------------ | ------------------------------ | ------------------------------ | ------------------------------ | ------------------------------ | ------------------------------ | ------------------------------ | ------------------------------ | ------------------------------ | ------------------------------ | ------------------------------ | ------------------------------ | ------------------------------ | ------------------------------ | ------------------------------ |
| 1857                           | 1869                           | 1880                           | 1890                           | 1900                           | 1910                           | 1921                           | 1931                           | 1948                           | 1953                           | 1961                           | 1971                           | 1981                           | 1991                           | 2001                           | 2011                           |
| 182                            | 197                            | 208                            | 285                            | 385                            | 451                            | 344                            | 609                            | 568                            | 553                            | 453                            | 433                            | 301                            | 247                            | 47                             | 35                             |

Напомена: Године 2001. настало је поделом насеља Ервеник Златарски између града Златара и општине Златар Бистрица. Од 1857. до 1991. садржи податке за некадашње насеље Ервеник Златарски.